# Josef Abrhám

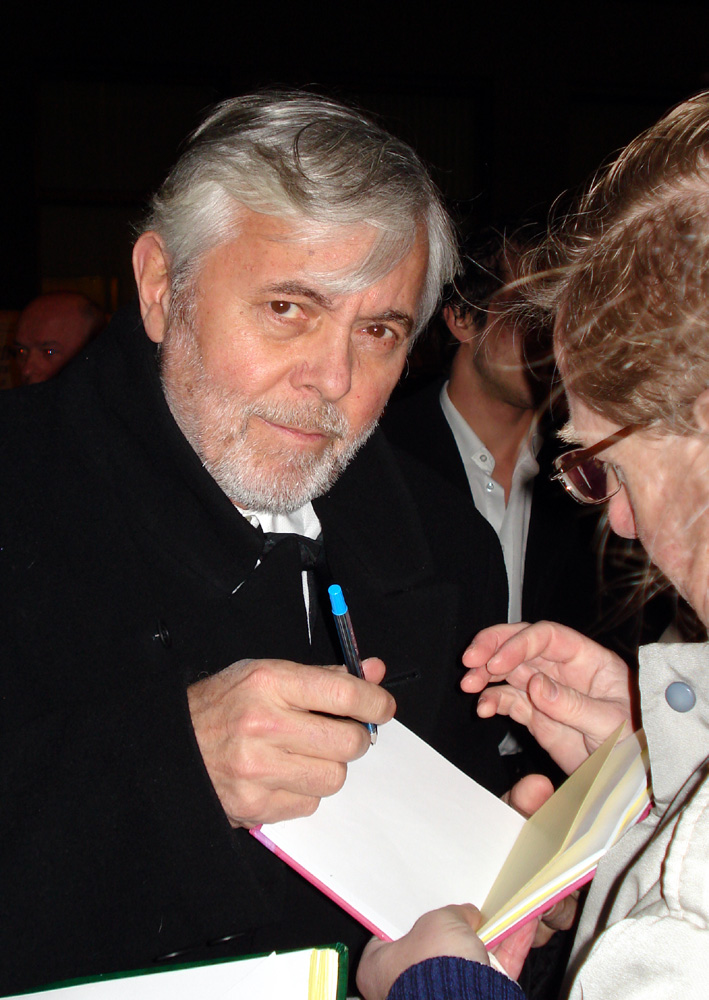
Josef Abrhám.

Josef Abrhám, född 14 december 1939 i Zlín, protektoratet Böhmen-Mähren, död 16 maj 2022 i Mělník, Tjeckien, var en tjeckisk skådespelare inom teater, film och television. Abrhám var gift med skådespelaren Libuše Šafránková till hennes död 2021.
Han var utbildad vid Vysoká škola múzických umení v Bratislave (Bratislavas akademi för scenkonst) samt Divadelní fakulta Akademie múzických umení v Praze (Prags akademi för scenkonst) där han tog examen 1962. Samtidigt började han medverka i filmer och TV-produktioner. 1994 tilldelades han ett Český lev, Tjeckiskt lejon för sin roll i filmen Sakalí léta. Fram till 2017 medverkade han i nära 200 produktioner framför kameran.

## Filmografi, urval
- 1964 – Skriet
- 1966 – Happy End
- 1966 – Låt tågen gå
- 1972 – Morgiana
- 1978 – Nemocnice na kraji města (TV-serie)
- 1989 – Slut på gamla tider